# Programmation du festival We Love Green
Cette page présente la programmation du festival We Love Green.

## Années 2010

### 2011
L'événement a lieu les samedi 10 et dimanche 11 septembre 2011. We Love Green accueille alors 13 000 festivaliers au Parc de Bagatelle de Paris.
- Programmation

Les têtes d'affiches du festival étaient : Connan Mockasin, Metronomy, Selah Sue, Soko, Of Montreal, Piers Faccini et Pete Doherty.

### 2012
L'événement s'est tenu les 14, 15 et 16 septembre 2012 au Parc de Bagatelle, dans le seizième arrondissement de Paris. Il a alors eu lieu sur trois jours du vendredi au dimanche. Avec plus de 16 000 festivaliers, 14 groupes sur scène, 7 800 litres de déchets compostés, 85 % de produits éco-conçus, We Love Green s’installe parmi les rendez vous incontournables de Paris.
- Programmation
  - Vendredi : Django Django, Norah Jones, James Blake.
  - Samedi : La Femme, Camille, Beirut, Klaxons.
  - Dimanche : Herman Düne, C2C, Breakbot, Electric Guest.

### 2014
En 2014, il s'agit seulement de la troisième édition car il n'y a pas eu de festival en 2013. L'affluence du festival s'élevait à 23 000 festivaliers et était complet. Le festival se déroula les 31 mai et 1er juin 2014, au Parc de Bagatelle. Le festival était séparé en deux scènes, une « Pop Stage » et une « Electro Stage ».
- Programmation
  - Samedi (Pop Stage) : SBTRKT, London Grammar, Little Dragon, Cat Power, Ásgeir Trausti.
  - Samedi (Electro Stage) : Jackmaster.
  - Dimanche (Pop Stage) : Foals, Lorde, Jungle, Moodoïd.

### 2015
L'événement s'est tenu les 30 et 31 mai 2015 dans le Parc de Bagatelle dans le 16e arrondissement de Paris. 34 000 personnes étaient présentes et trois scènes mises en place.
- Programmation
  - Samedi : Christine and the Queens, Django Django, Hanni El Khatib, Allah-Las, J.E.T.S (Jimmy Edgar & Machinedrum).
  - Dimanche : Julian Casablancas + The Voidz, Ratatat, Nicolas Jaar (DjSet), Joey Badass.

### 2016
L'événement a eu lieu le samedi 4 et dimanche 5 juin 2016. Cette édition 2016 a accueilli 47 000 festivaliers (record d'affluence), mais aussi 43 concerts et dj sets et 31 intervenants. Pour la première fois dans la Plaine Saint Hubert au Bois de Vincennes.
- Programmation
  - Samedi 4 juin :  LCD Soundsystem, PNL, Hot Chip, Hudson Mohawke, Minuit, Matthew Dear, Griefjoy.
  - Dimanche 5 juin : PJ Harvey, Air, Diplo, Superpoze, James Blake, Fetty Wap, Savages, Dâm-Funk, Fat White Family, Son Little.

### 2017
L'édition a lieu le samedi 10 et 11 juin 2017 à Paris dans la Plaine de Saint Hubert au Bois de Vincennes. Le festival met en œuvre plusieurs innovations à visée environnementale, dont des générateurs d'électricité fonctionnant à l'huile végétale recyclée (Backup Green), des toilettes produisant de l'engrais (Ecosec) et 100 % de vaisselle compostable. 58 000 festivaliers sont présents, soit une progression de 20 % en un an.
- Programmation[10]
  - Samedi 10 juin 2017 : Damso, Benjamin Clementine, Solange Knowles, Justice, Flying Lotus, Richie Hawtin, Jon Hopkins, Jessy Lanza, Agar Agar, L'Impératrice, Parcels, Pépite, Naya, ou Shame.
  - Dimanche 11 juin 2017 : Camille, Anderson .Paak, Frànçois and The Atlas Mountains, Moderat, Seu Jorge, Nicolas Jaar, Maceo Plex (Maetrik), Action Bronson, Petit Fantôme, Perfume Genius.

### 2018
Le festival a lieu les 2 et 3 juin 2018 au Bois de Vincennes. 74 000 personnes sont présentes et cinq scènes mises en place. Le festival utilise cette année-là un groupe à hydrogène pour produire une petite partie de l'électricité.
Sont au programme une cinquantaine d'artistes répartis sur quatre scènes, dont notamment : Björk, Migos, Orelsan, Charlotte Gainsbourg, Moha La Squale, Tyler, The Creator, etc.
- Programmation
  - Samedi 2 juin 2018 : Jamie xx, Orelsan, Beck, Juliette Armanet, Angèle, Migos, Lomepal, Ibeyi, Khruangbin, 10LEC6, Sampha, The Blessed Madonna,Miss Honey Dijon, Funkineven, Baba Stiltz, Digital Zandoli, Jorja Smith, Myth Syzer, Vendredi sur mer.
  - Dimanche 3 juin 2018 : Björk, The Internet, Tyler, The Creator, Charlotte Gainsbourg, King Krule, Father John Misty, Oumou Sangaré, The Kite String Tangle, Mount Kimbie, Gus Dapperton, IAMDDB, Moha La Squale, Superorganism, Evergreen, Nina Kraviz, Yaeji, Moritz von Oswald, Agoria, ou Deena Abdelwahed.

### 2019
Le festival a lieu les 1er et 2 juin 2019.
Sont notamment au programme Tame Impala, Booba, Christine and the Queens, Aya Nakamura et Rosalía Vila.
- Samedi 1er juin 2019 : Booba, Christine and the Queens, FKA Twigs, Aya Nakamura, Metronomy, Laurent Garnier, Ricardo Villalobos, Rex Orange County, Sleaford Mods, Columbine, Sebastian, Idles, Peggy Gou, Calypso Rose, 13 Block, Johan Papaconstantino, Requin Chagrin.

Dimanche 2 juin 2019 : Tame Impala, Future, Erykah Badu, Vald, Rosalía, Flavien Berger, Kali Uchis, Hamza, Courtney Barett, Bonobo, Mr Oizo, Toro Y Moi, Tierra Whack, Marie Davidson, Lena Willikens, Pond, Folamour, Lolo Zouai, Zola, ou Altın Gün.

## Années 2020

### 2020
En raison de la pandémie de Covid-19 en France, le festival initialement prévu les 6 et 7 juin 2020 a lieu dans une édition numérique, avec des concerts diffusés en ligne.
- Programmation[source secondaire souhaitée]

Catherine Ringer chante les Rita Mistouko, Beck, Metronomy, Rone, Courtney Barnett, ou Lous and the Yakuza.

### 2021
Le festival est reporté dans un premier temps au mois de septembre, et finalement annulé de nouveau le 19 août.

### 2022

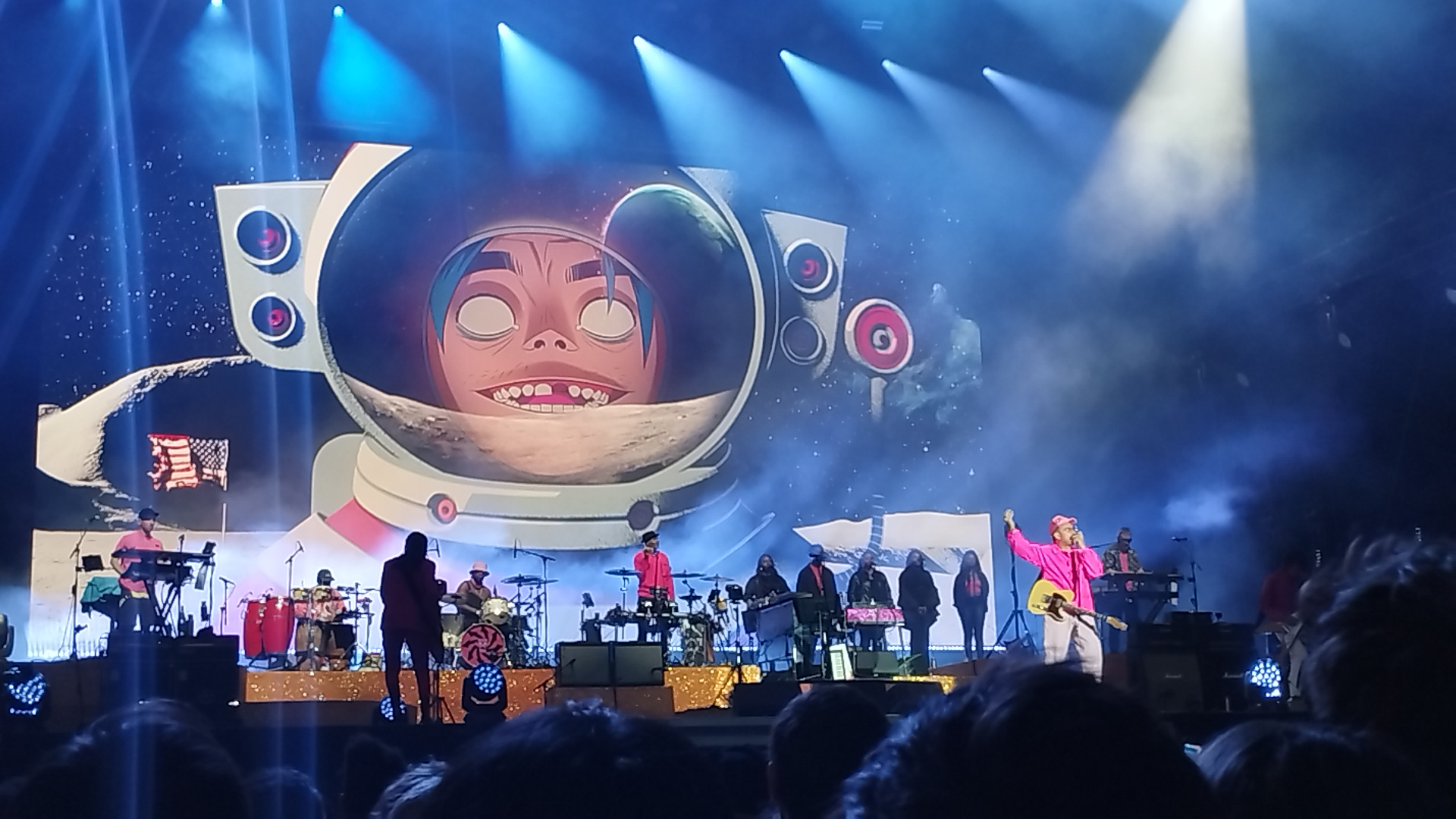
Gorillaz, We Love Green 2022

Le festival a lieu les 2, 4 et 5 juin 2022. La journée du samedi 4 juin subit de fortes intempéries. Les 40 000 festivaliers ont dû être évacués à la suite d'orages, cependant aucun blessé n'a été dénombré,. Des riverains, ainsi que des élus, se plaignent des nuisances sonores causées par le festival.
- Programmation[source secondaire souhaitée]
  - Jeudi 2 juin 2022 : Gorillaz, Jorja Smith, Moderat, Nathy Peluso, Ziak.
  - Samedi 4 juin 2022 : Phoenix, Laylow, SCH, Clara Luciani, Caribou, Charlotte de Witte, Selah Sue, Chet Faker, Koffee, Rema, Myd, Lous and the Yakuza, Dinos, Sama Abdulhadi, Charlotte Adigéry & Bolis Pupul (nl).
  - Dimanche 5 juin 2022 : PNL, Angèle, Disclosure, Juliette Armanet, Bicep, Tale Of Us, Maceo Plex, Ibeyi, Grimes, Central Cee, Wetleg, Arlo Parks, Ascendant Vierge, Bianca Costa, Zinée.

### 2023
Le festival s'est tenu les 2, 3 et 4 juin 2023.
- Programmation[source secondaire souhaitée]

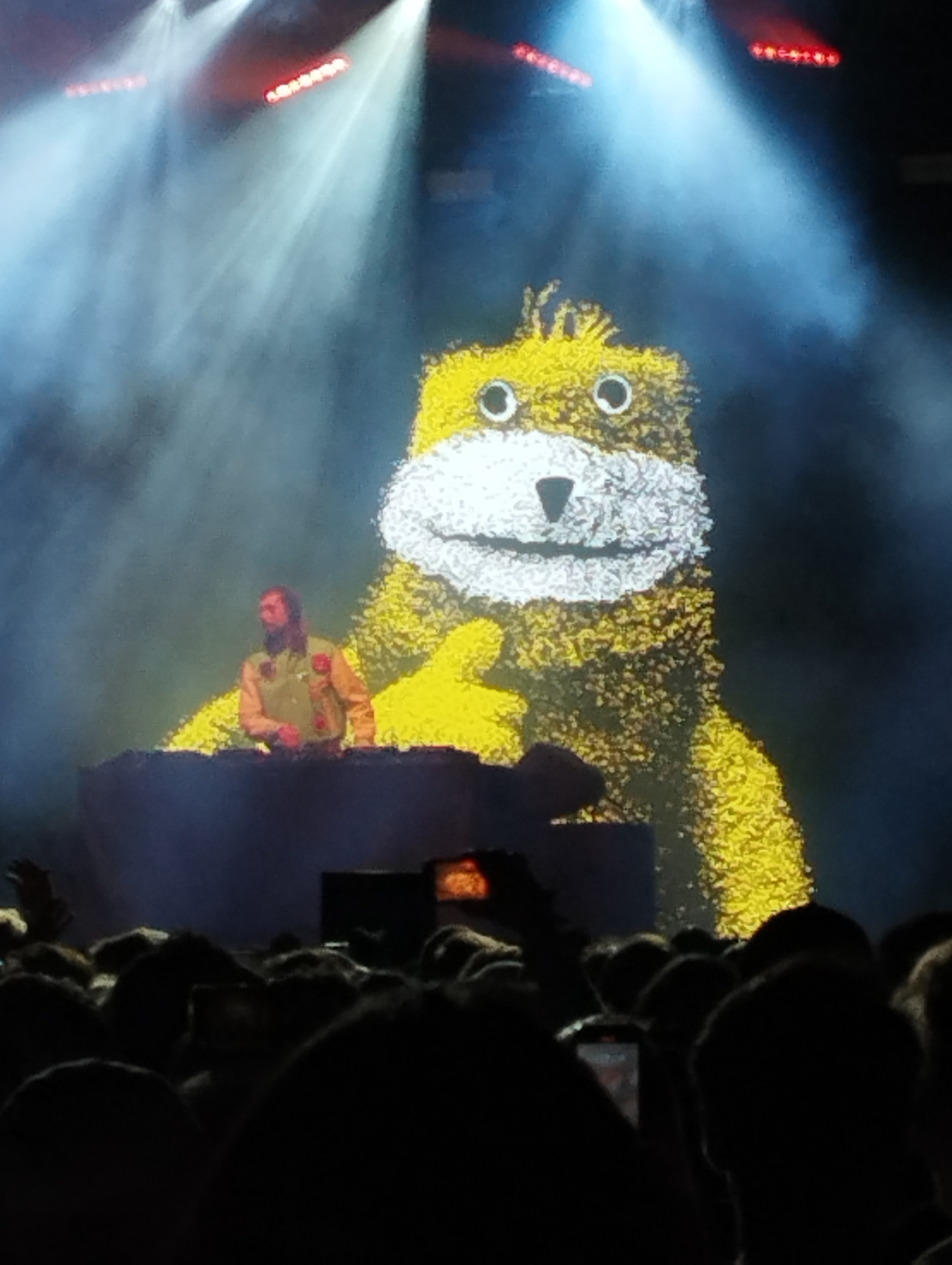
Pedro Winter, We Love Green 2023

  - Vendredi 2 juin 2023 : Orelsan, The Blaze, NxWorries (Anderson .Paak & Knxwledge), PLK, Yung Lean, Surf Curse.
  - Samedi 3 juin 2023 : Phoenix, Darkside, Little Simz, Disiz, Pusha T, Lorenzo, Gazo, Le Squad, Honey Dijon, Ronisia, 070 Shake, Channel Tres, Agar Agar, Adèle Castillon.
  - Dimanche 4 juin 2023 : Bon Iver, Lomepal, Pomme, Dinos, Skrillex, Jack Johnson, Tems, Caroline Polachek, Khali, VTSS, Gabriels, Aime Simone.

### 2024
Le festival s'est tenu les 31 mai, 1er et 2 juin 2024.
- Programmation
  - Vendredi 31 mai 2024 : Burna Boy, Ninho, Chase & Status, Hamza, Shay, Meryl, Paris Texas, Sherelle, Bambii, Ralphie Choo, Mel V, Mairo, Midas The Jagaban, Kabeaushé, Meel B.
  - Samedi 1 juin 2024 : Justice, Kaytranada, Josman, Four Tet, Kim Gordon, L'Impératrice, BadBadNotGood, Anetha, Lala &ce, Rounhaa, Lewis Ofman, Shygirl, Declan McKenna, Eloi, Papooz, Skin On Skin, LSDXOXO, Logic1000, Saint DX, AMS, JRK19, Gapman, Armel Bizzman & Friends.
  - Dimanche : SZA, Peggy Gou, Skepta, Luidji, Eddy de Pretto, Troye Sivan, Omar Apollo, King Gizzard & The Lizard Wizard, Yamê, Chilly Gonzales, Kenya Grace, Uncle Waffles, Etienne de Crécy, Boombass, DJ Falcon, Crystal Murray, Tif, Lysistrata, Lulu Van Trapp, Bitter Babe, Verraco, Nick Leon, Divin0, NeS, Malo, Sixtion.